# Wynoochee
Wynoochee.- Salishan pleme s rijeke Wynoochee, pritoke Chehalisa u zapadnom Washingtonu. Kultura im je tipična za Sjeverozapadno obalno područje kao i njihovim rođacima Copalis i Humptulips, s kojima čine grupu poznatu kao Lower Chehalis. Sve ove Chehalis grupe poznate su zbog svojih kanua kao 'canoe-men', a riba, prvensteveno losos, glavna im je hrana. Zimska naselja sastojala su se od cedrovih kuća, izgrađene uz rijeke. Rijeke su naravno bile njihove glavne trgovačke rute. –Godine 1864. ova plemena završavaju na rezervatu Chehalis gdje tvore konfederaciju poznatu kao 'The Confederated Tribes of the Chehalis', okrug Grays Harbor u Washingtonu. Članovi konfederacije su: Hooshkal, Humptulips, Klimmin, Nooskhom, Satsop, Wynooche, i Wishkah. Na rezervatu danas ima oko 900 Indijanaca, no nisu zasebno popisivani. Vidi Chehalis.